# Aereo da attacco al suolo

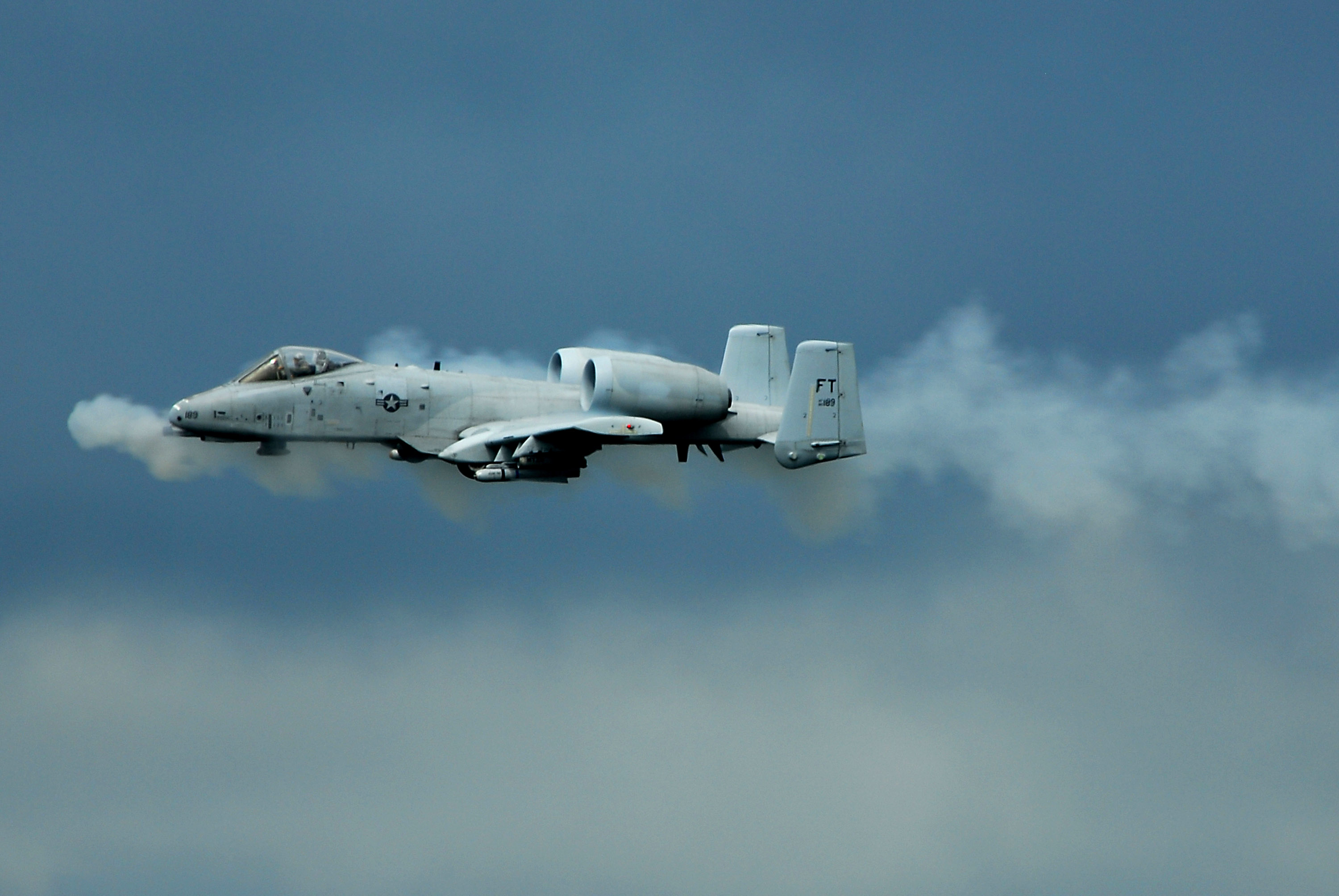
Un A-10 Thunderbolt II mentre spara con il cannone a canne rotanti GAU-8 Avenger da 30mm a 7 canne nel 2007

Un aereo da attacco (al suolo), in inglese ground-attack aircraft (in italiano anche assaltatore), è un aereo militare progettato per attaccare obiettivi a terra. Viene spesso impiegato per il supporto aereo ravvicinato o appoggio tattico (in inglese: Close Air Support – CAS) alle proprie forze di terra.
Esistono diversi aerei da attacco leggeri, spesso questi sono basati su, o sono derivati da, o sono il risultato  di modifiche di aerei da addestramento, come ad esempio l'Alpha Jet.

## Evoluzione

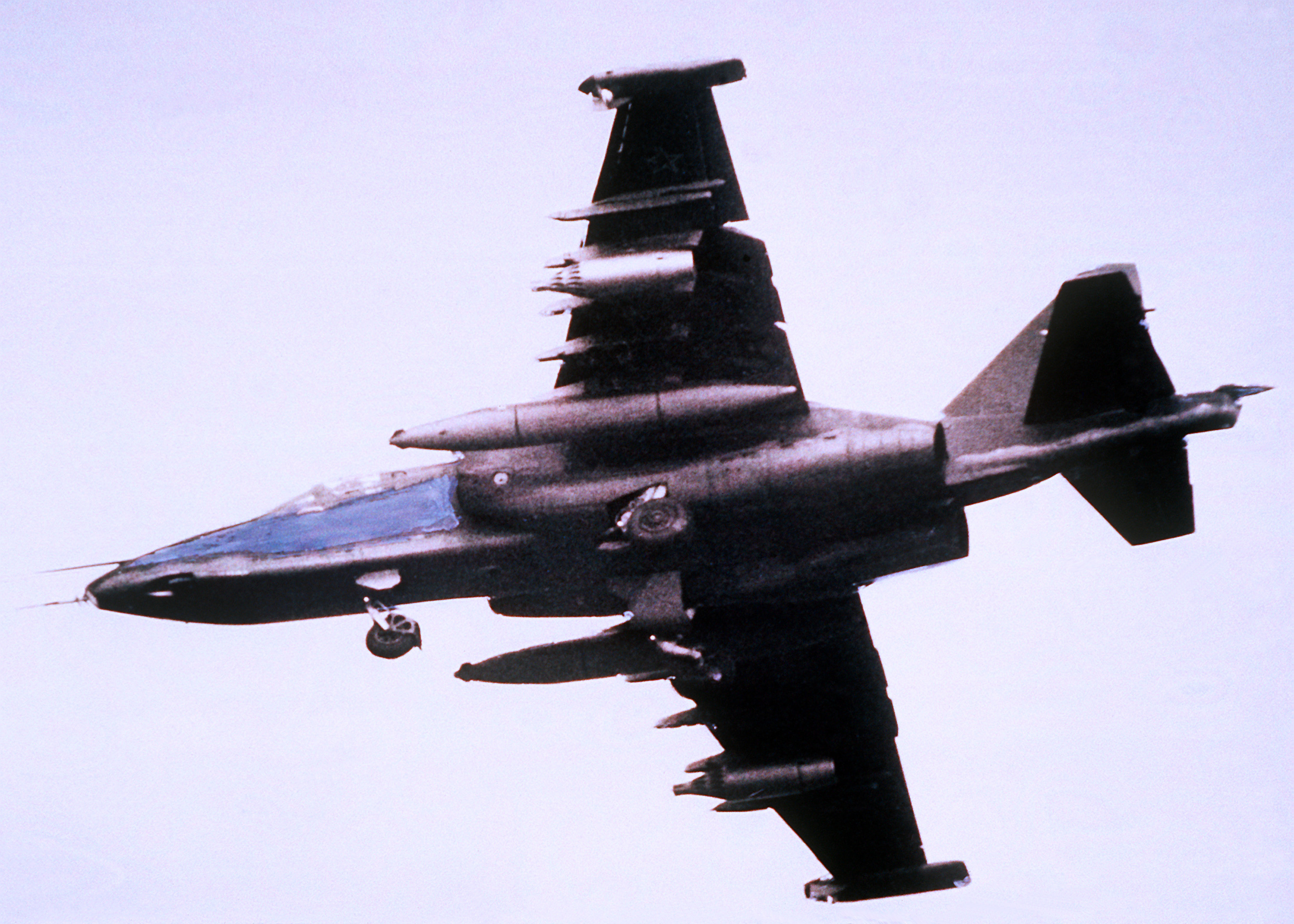
Armamento subalare di un Sukhoi Su-25 Frogfoot

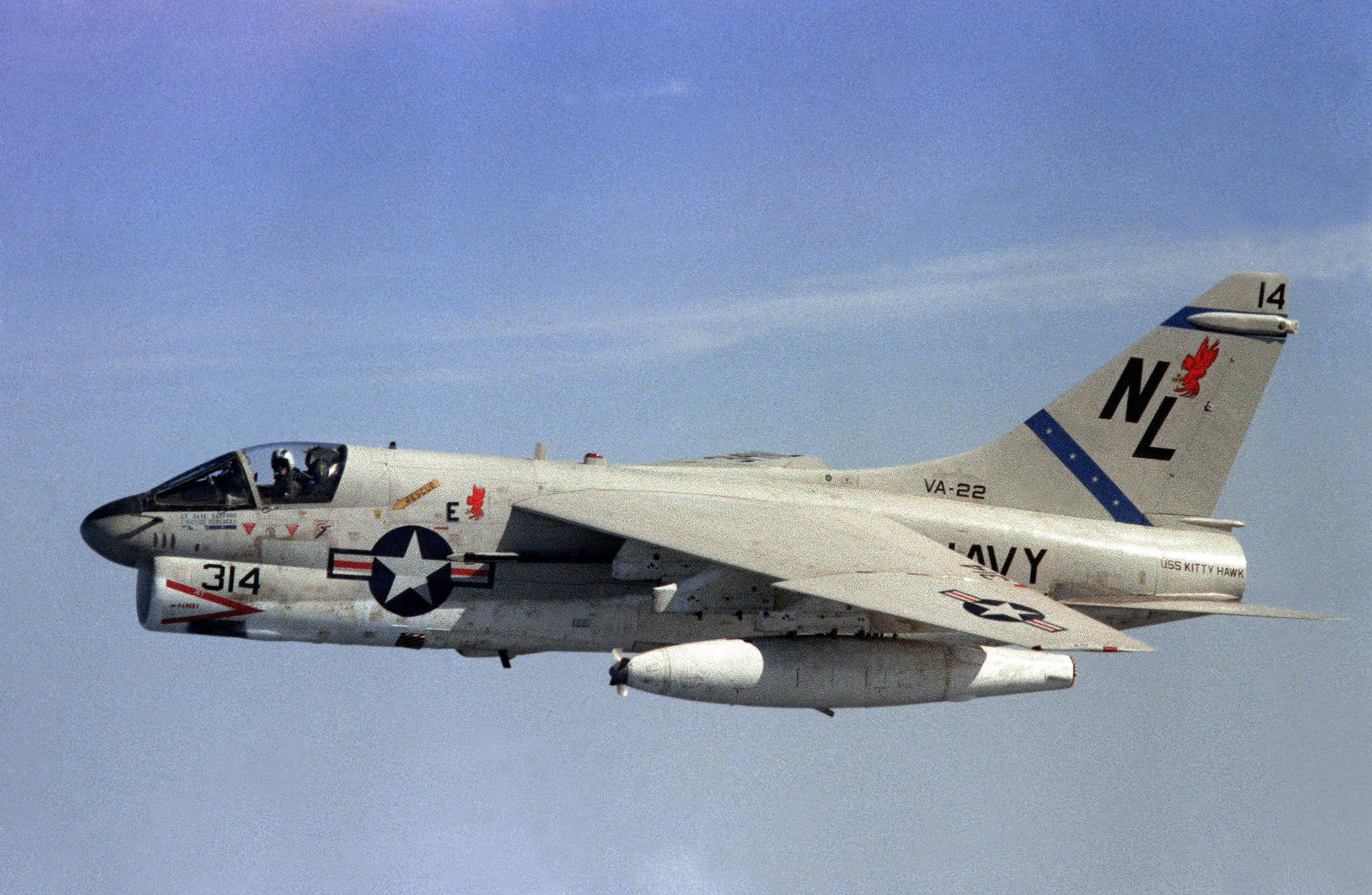
Un Vought A-7 Corsair II

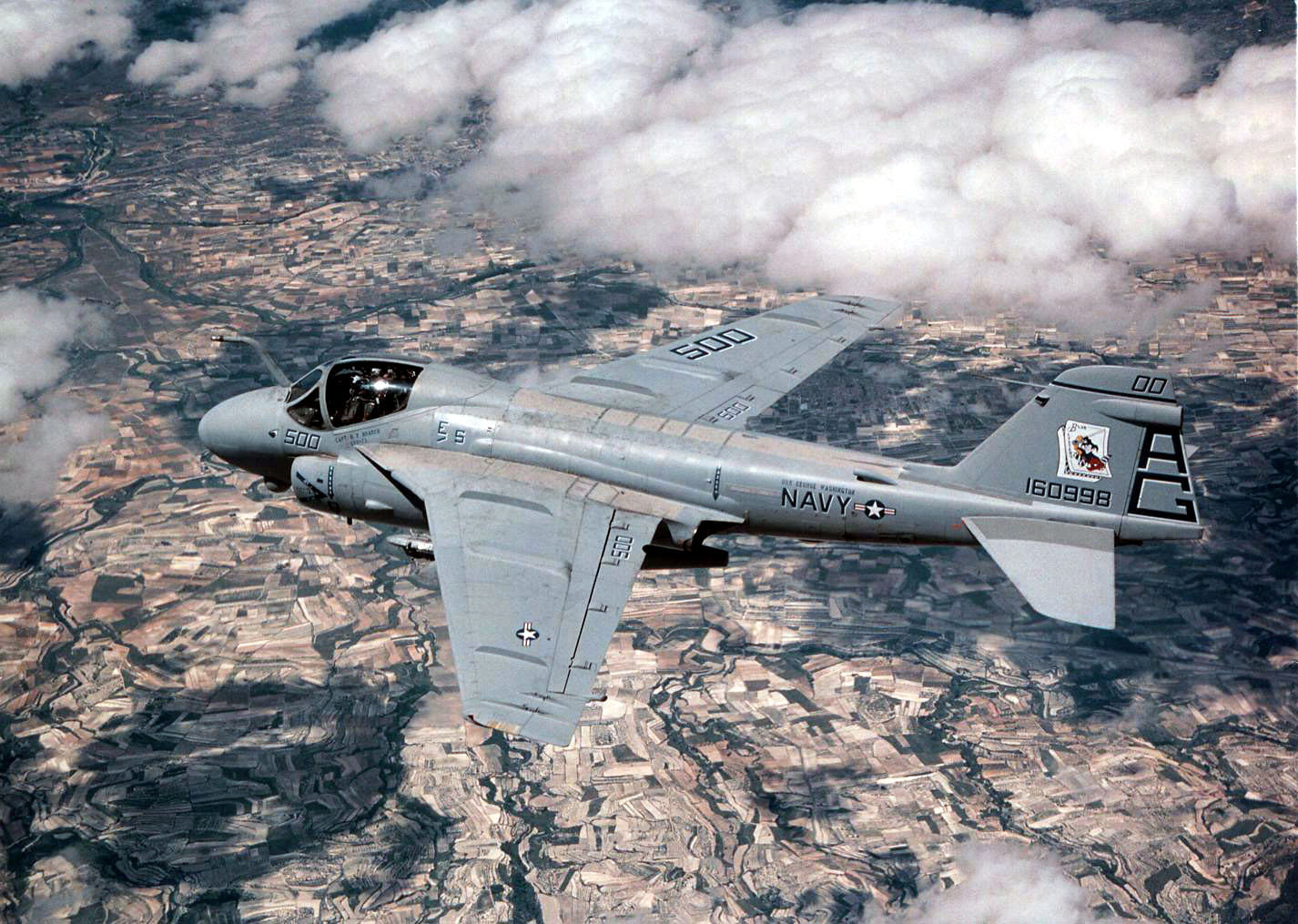
Un Grumman A-6 Intruder

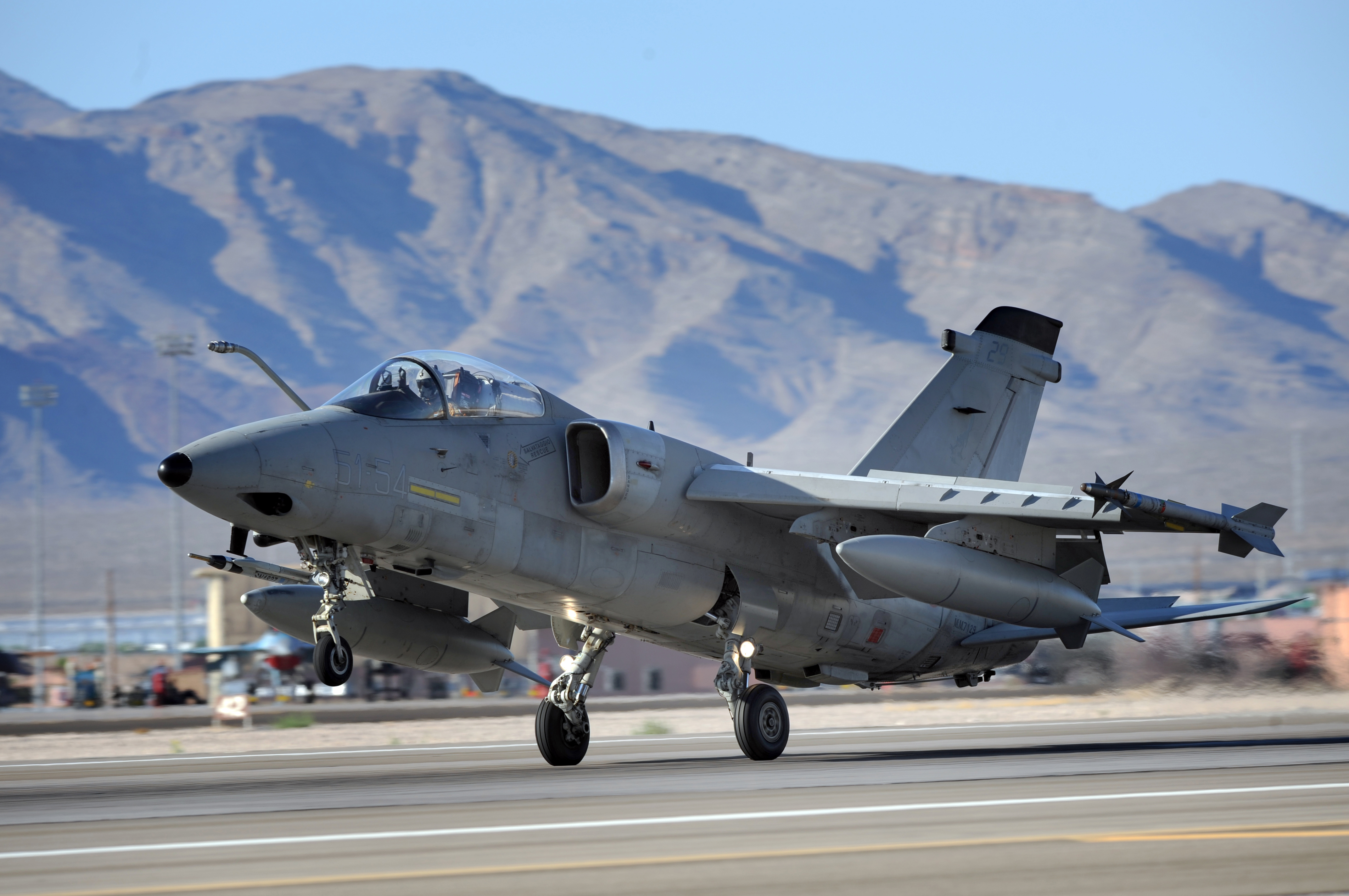
Un AMX International AMX italiano

### L'evoluzione italiana
Dopo il termine della prima guerra mondiale, nella quale si sperimentò con successo il ruolo del bombardiere nell'attaccare gli obiettivi da una quota impossibile o difficilmente raggiungibile dal nemico, si ipotizzò uno sviluppo di questa tipologia di guerra aerea per migliorarne la precisione.
In Italia l'antesignano dell'aereo da attacco al suolo (all'epoca indicato come "aereo d'assalto") fu Amedeo Mecozzi, che in una serie di articoli datati dal 1920 al 1929 presentò, in contrapposizione alle teorie di Giulio Douhet, la possibilità di sviluppare un impiego dell'aviazione su squadriglie con un numero limitato di aerei per attacchi "a volo rasente" su obiettivi ben definiti e di estensione limitata. Ovviamente un impiego così concepito richiedeva la realizzazione di aerei finalizzati a tale scopo, definiti da Mecozzi come aerei d'assalto, che avessero la possibilità di avere 3 ore di autonomia con un raggio d'azione di 725 km ed un carico di bombe di 900 kg.
Nonostante la polemica con le teorie di Douhet, all'epoca considerate come cardine per l'impostazione del pensiero aeronautico italiano, lo Stato Maggiore dell'Aeronautica decise di mettere alla prova le teorie di Mecozzi, autorizzando nel 1929 il VII Gruppo Caccia (di cui Mecozzi era comandante) ad effettuare sperimentazioni di attacco al suolo, con il gruppo che nel 1930 divenne gruppo autonomo e nel 1931 VII Gruppo Autonomo d'Assalto, con sede all'aeroporto di Ciampino.
Le sperimentazioni condotte con il VII gruppo portarono Mecozzi a definire in modo chiaro le specifiche per l'aereo da attacco al suolo nonché le sue modalità di impiego. Le specifiche prevedevano un aereo con due membri di equipaggio (riducibili a uno in azioni di scorta ad aerei similari e aumentabili a tre in caso di operazioni di ricognizione), con capacità di circa 500 kg di carico bellico, tangenza dell'ordine dei 4000–5000 m ed autonomia di 500 km, aumentabile a 1000 sostituendo parte del carico bellico con serbatoi supplementari. Il VII gruppo condusse una serie di sperimentazioni per le tattiche di assalto al suolo, tanto che nel 1936 venne costituita la 5ª Brigata d'Assalto, tuttavia a questo sviluppo teorico non corrispose un'evoluzione tecnica dei mezzi, che rimasero sia prima sia durante la seconda guerra mondiale, nettamente inferiori sia a quelli tedeschi (Ju 87), che a quelli alleati (Mosquito) e sovietici (Il 2).

### L'evoluzione estera nel periodo fra le due guerre mondiali
Nel periodo tra le due guerre mondiali uno dei maggiori artefici dell'attacco mirato fu la tedesca Luftwaffe che con lo Junkers Ju 87 Stuka sperimentò in azioni belliche, durante la guerra civile spagnola, il concetto del bombardiere in picchiata, conosciuto in Italia anche con la designazione "bombardiere a tuffo". Questa tipologia di velivoli avrebbe avuto un importante ruolo nella tattica definita Blitzkrieg che permise nel 1939 alla Germania nazista di conquistare velocemente la Polonia dando inizio alla seconda guerra mondiale. Con l'evoluzione però dei sistemi di difesa contraerei questo ruolo rimase efficace contro obiettivi navali mentre in ambito tattico terrestre acquistò sempre meno importanza.
L'evoluzione del concetto di aereo in grado di supportare tatticamente le truppe a terra con interventi mirati si sviluppò con un altro celebre velivolo, il sovietico Ilyushin Il-2 Šturmovik, capace di colpire efficacemente un obiettivo non solo grazie esclusivamente ad un carico di bombe ma anche tramite armamento pesante basato su cannoncini di calibro sufficiente ad oltrepassare la corazzatura di carri armati e mezzi blindati in genere.

## Caratteristiche
L'impiego operativo dell'attacco al suolo viene condotto in stretta prossimità alle proprie forze militari e richiede per questi velivoli una precisione ben maggiore nel colpire i bersagli rispetto a quella richiesta ai normali bombardieri. Nello stesso tempo, la ridotta distanza con il nemico, impone una maggiore robustezza per i velivoli, che si suppongono più esposti al fuoco di reazione delle armi contraerei rispetto agli altri aerei militari. Esempi di questo tipo di aerei comprendono il Fairchild-Republic A-10 Thunderbolt II statunitense e il sovietico-russo Sukhoi Su-25 Frogfoot.
Il supporto alle forze terrestri implica logiche di impiego per questi aerei di tipo maggiormente tattico e non strategico, ovvero gli obiettivi assegnati sono solitamente disposti lungo la linea del fronte e non in profondità dietro le linee nemiche.

## Terminologia
Nel tempo, questi aerei sono stati contraddistinti con molti nomi quali: aerei d'attacco, cacciabombardieri, caccia tattici, aerei caccia carri, bombardieri tattici, aerei per mitragliamenti, aerei antiguerriglia ed altri.
Più recentemente, con i termini di bombardiere leggero o aereo da attacco leggero si intende una tipologia di velivolo diverso, basato sugli sviluppi di un aereo originariamente progettato per l'addestramento; come ad esempio il Cessna A-37 Dragonfly derivato dal Cessna T-37 Tweet, o altri velivoli leggeri.

## Aerei
| Designazioni in sequenza     | A-1 · A-2 · A-3 · A-4 · A-5 · A-6 · EA-6B · A-7 · (A-8 non assegnato) · YA-9 · A-10 · (A-11 non assegnato) · A-12 |
| Designazioni non in sequenza | F/A-18 · F/A-18E/F · E/A-18G · A-26 · A-29 · A-37 · PA-48 · AC-130                                                |
| Designazioni V/STOL          | AV-8A · AV-8B |

Altri aerei da attacco al suolo
- : FMA IA-58 Pucará
- : FFA P-16
- : Nanchang Q-5/A-5 Fantan  ·  Nanchang Q-6/A-6
- : Potez 75  ·  Morane-Saulnier MS.1500
- : Blackburn Buccaneer  ·  BAC 167 Strikemaster  ·  Hawker Harrier  ·  BAe Sea Harrier  ·  BAe Harrier II
- : Fiat G-91
- /: Sukhoi Su-25  ·  Sukhoi Su-39
- Internazionali: AMX International AMX  ·  SEPECAT Jaguar